# Schwuhplattler

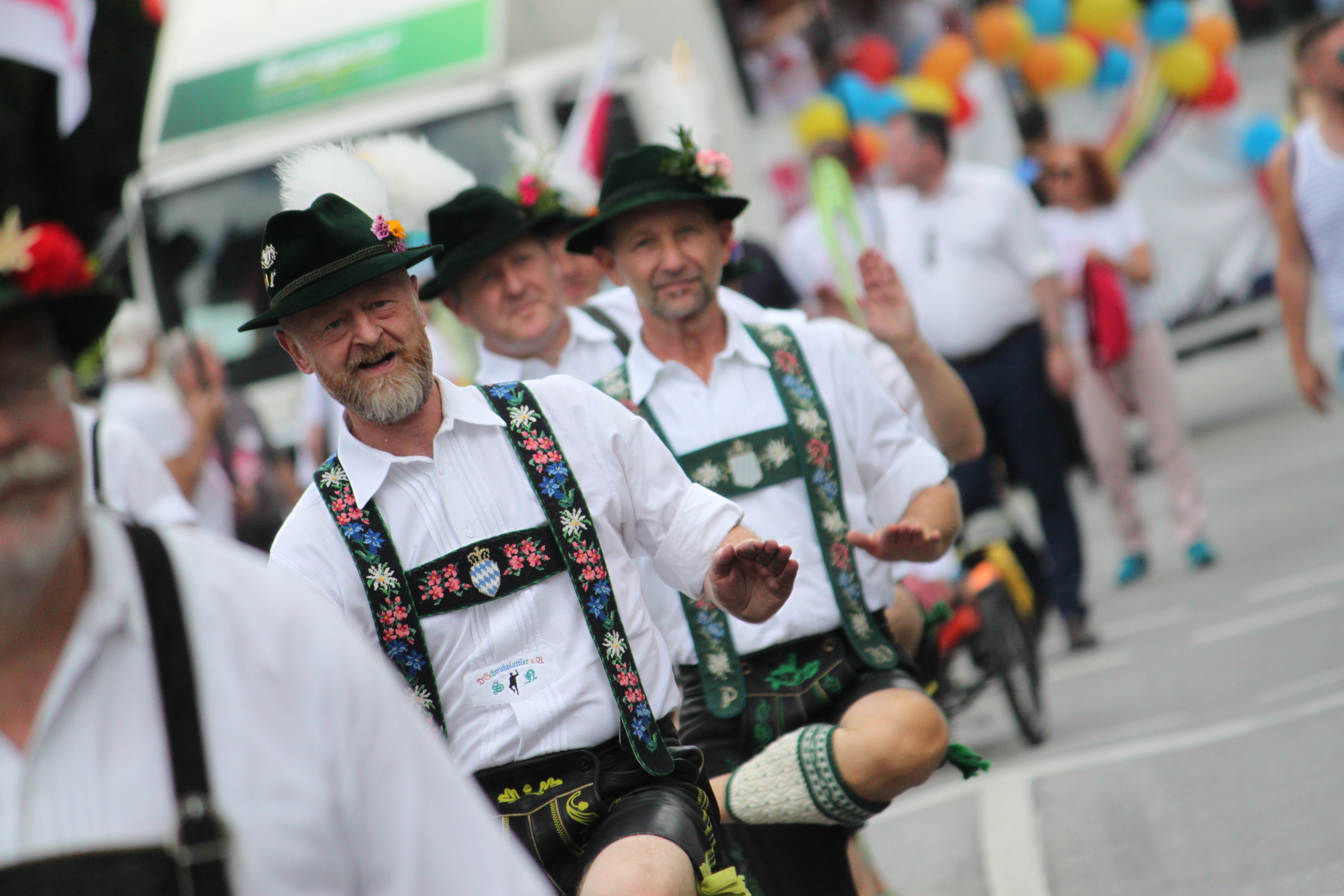
Die Schwuhplattler beim CSD München 2018.

Die Schwuhplattler sind ein Münchner Verein, der das bayerisch traditionelle Schuhplatteln ausübt. Der Verein zählt bereits etwas mehr als 100 Mitglieder und ist der weltweit erste schwule Verein, der sich dem Erhalt von bayerischem Brauchtum und Tradition, insbesondere dem Schuhplatteln, verschrieben hat.

## Geschichte
Die Gruppe existiert seit 1997. Am 22. April 2001 wurde der Verein mit dem Namen d' Schwuhplattler – Die erste schwule Schuhplattlergruppe e. V. gegründet. Initiator Sepp Stückl war in Uffing am Staffelsee von Kind an aktiver Trachtler und wurde im Jahr 1983 mit 21 Jahren dort Vorsitzender des Trachtenvereins, was er nach 10 Jahren wieder aufgab.
Die Teilnehmer des Schwuhplattlervereins kommen nicht nur aus München selbst, sondern auch aus dem Bayerischen Umland.

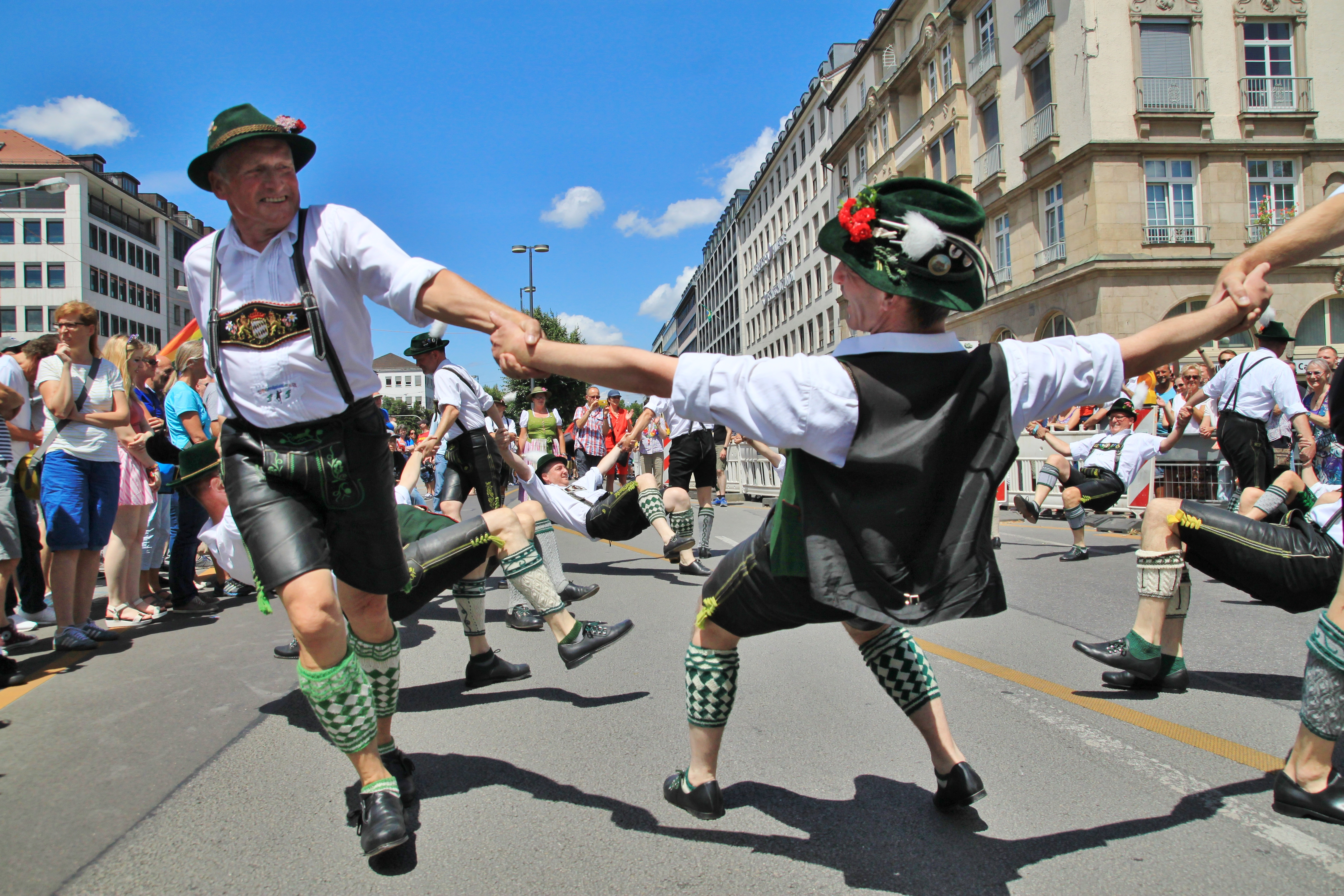
Die Schwuhplattler zeigen beim CSD in München im Jahr 2016 das Mühlradl. Die eigentlich gemischten Paare aus Mann und Frau werden dabei gleichgeschlechtlich besetzt.

In traditioneller bayerischer Schuhplattlertracht treten sie auf verschiedenen städtischen und internationalen Veranstaltungen auf, wie dem Münchner Christopher Street Day und dem Hans-Sachs-Straßenfest, den zwei größten schwul-lesbischen Veranstaltungen Münchens, der Regenbogenparade in Wien, 2003 beim „Equality Forum“ in Philadelphia oder 2006 bei der Gay-Pride-Parade in New York City. Der Münchner Christopher Street Day wurde seit 1999 von den Schwuhplattlern angeführt. Nachdem im Jahr 2022 der CSD München erstmals durch die Hilfsorganisation Munich Kyiv Queer und Vertretern der München LGBT-Community angeführt wurde, nehmen die Schwuhplattler als reguläre Fußgruppe an der CSD-Parade teil. 
Um Verwechslungen beim Paartanz zu vermeiden, gaben sich die Partner eine Zeit lang mit dem sonst üblicherweise weiblichen Part ohne Hut zu erkennen.
Die Schwuhplattler sind keinem Gau – einem regionalen Trachtenverband – unterstellt. Bei traditionell-bayerischen Organisationen wurden die Schwuhplattler in der Vergangenheit kritisch betrachtet, da sie befürchteten, dass es um „Show“ statt Brauchtum gehe, und man sich über ihre Werte und Traditionen lustig machen wolle. Zudem sei Schuhplatteln „ein Werbetanz für einen Buben, wenn er ein Dirndl gern mag“, was sich mit dem Schwulsein und dem fortgeschrittenen Alter der Schwuhplattler nicht vereinbaren lasse. Inwieweit das organisierte Trachtenwesen sich aus Homophobie oder aus Alleinvertretungsanspruch von der Gruppe distanzierte, blieb teilweise offen. In neuerer Zeit gelten die Schwuhplattler als weithin akzeptiert. So nahmen sie unter anderem im Jahr 2022 am Festzug des Deutschen Trachtenfests in Bruck in der Oberpfalz teil.

## Auszeichnungen
Im Januar 2008 wurde dem Vereinsgründer Josef Stückl für die Schwuhplattler die Medaille München leuchtet verliehen.
Stückl habe es geschafft, 

„eine Brücke zwischen zwei ganz verschiedenen Szenen zu schlagen.“
Im November 2021 wurde Vereinsgründer Josef Stückl mit der Ehrenmedaille für Verdienste um die Volkskultur in München ausgezeichnet. Die Begründung hebt sein „Engagement für Diversität und Vielfalt in einer offenen Stadtgesellschaft“ hervor. Im Oktober 2022 folgte die Auszeichnung Josef Stückls mit dem Bayerischen Verdienstorden. Mit dieser Auszeichnung würdigt der Freistaat Bayern, dass „die „Schwuhplattler“ [...] ein wichtiger und gern gesehener Akteur im Kulturleben des Freistaats geworden [sind], der zahlreiche Feste und Veranstaltungen mit seinen Darbietungen bereichert.“

## Reportage
Die Reportage Traditionsbewusst, heimatverbunden, schwul – Eine ganz normale bayerische Volkstanzgruppe über die Schwuhplattler wurde mit dem Felix-Rexhausen-Preis 2011 des BLSJ ausgezeichnet.